# 杜奕瑾
杜奕瑾（1976年9月27日—）是臺灣軟體工程師，生於高雄近郊的大林蒲，曾居美國西雅圖，現居臺北市。為臺灣BBS站批踢踢創站站長、台灣人工智慧實驗室創始人，臺灣人工智慧發展基金會董事長，曾任微軟公司人工智能（AI）部門亞太區研究總監。

## 生平
杜奕瑾出生於高雄縣小港鄉（今高雄市小港區）大林蒲鳳鼻頭，曾就讀高雄市仁愛國小、五福國中及高雄中學。於臺大資工系就讀時，曾任臺大BBS站椰林風情站長；因為校方對於BBS站內容有許多管制，杜奕瑾生起想要自行架設BBS的想法。1995年大學二年級時，在宿舍內以一台486個人電腦、利用Linux及開放原始碼軟體架設了BBS站批踢踢（PTT），擔任創站首任站長，其個人網路代號為與站名相同的「ptt」；並在臺大成立BBS研究社，負責推廣BBS與推展自由軟體。當時的資策會執行長和臺大資訊系教授林逢慶為首位指導教授，林智仁為第二任指導教授。BBS研究社帶動臺灣與中國大陸的BBS發展，其創社夥伴、版主、與各BBS站長們畢業後多成為臺灣網路科技人。當時臺灣非主流樂團包含五月天、陳綺貞等都是由PTT看板開始造成聲勢，而PTT鄉民的形成的網路文化與言論也一直影響臺灣社會的發展。杜奕瑾也因此被PTT的使用者稱為「創世神」、「PTT之父」。
1996年，與蕃薯藤網站創辦人陳正然等人合作，將蕃薯藤轉型為入口網站。同時也參與了BBS站奇摩大摩域和智邦生活館的籌建。
2003年，杜奕瑾至隸屬美國聯邦政府的衛生研究院（NIH）人類基因研究所，從事基因序列與癌症自動化檢測研究。同時也是華府玉山科技協會理事、華府臺灣商會副會長。
2006年，杜奕瑾進入微軟公司，參與儲存技術開發。微軟為了與Google對抗，沈向洋博士在微軟研究院下成立網路服務研究中心，開始進行搜尋引擎「Bing」的設計，杜奕瑾成為其中的一份子。他曾參與大數據方面的研究。
2007年成立微軟西雅圖第一個臺灣樂團「批踢踢電動大樂團」，擔任主唱。
2008年獲選為美國西北區臺灣大學校友會會長。
2012年，進入微軟人工智慧部門，職位為研發經理（Principal Development Manager），為Cortana的產品研發經理。 
2015年杜奕瑾參與的Cortana團隊發表跨平台人工智慧助理。
2016年在微軟Build大會，CEO Satya Nadella 在大會上表示 Cortana 與人工智慧團隊成為微軟人工智慧戰略最主要的代表．杜奕瑾帶領團隊催生了全球第一個跨平台人工智慧助理並發布Agent, Bot 與 AI 的觀念，國際媒體譽為微軟的下一個OS。同年Google 在其大會上發表了 Allo，Facebook 也發展了 Messenger Bot。2016年微軟成立6000人人工智慧團隊（AI.R.）由沈向洋帶領，杜奕瑾負責跨平台Cortana的研發與微軟人工智慧在亞洲區的戰略合作。
2017年3月杜奕瑾創立非政府非營利導向的臺灣AI實驗室並期許拋磚引玉藉由開始臺灣人工智慧的發展提升臺灣軟體產業的競爭力。宣布「臺灣孕育著國際級的教授，頂尖的軟體人才，我計畫召集《台灣 AI 實驗室》，實實在在地與臺灣領頭企業合作AI實驗，配合國際科技巨擘與人才，願以臺灣在地的體驗與創意，培養臺灣的軟體實力，行銷國際。」
2018年4月到2021年5月，民主進步黨執政期間，杜奕瑾新成立8家公司。其中5家公司在2019到2023年間，共投標24個政府標案、得標22個，總得標金額是1億9812萬2千元。
2019年6月出任中華電信獨立董事及文化內容策進院董事。
2021年7月24日，杜奕瑾接受《聯合報》專訪時宣稱，網軍從來就不是罪惡，網路上一群人有共同理念就可能被稱為網軍，重點在於是否以合理手段獲取所需要的。（2021-07-25聯合報 《PTT創世神 杜奕瑾：網軍不是罪惡》）
2022年5月27日，杜奕瑾控告資深媒體人謝寒冰案，臺灣士林地方法院判決杜奕瑾敗訴。謝寒冰去年在中天新聞台節目批評，杜奕瑾涉及親綠寫手林瑋豐在PTT反串被抓包事件：「杜奕瑾也是個綠的…bj26bj（林瑋豐）跟他相關的帳號，也就是他的分身至少十幾個，都被人家抓出來，…你們都是一丘之貉…從頭到尾這一條龍產業就是他們弄出來的！」杜奕瑾認為名譽受損，怒告謝寒冰求償1元及登報道歉。但士林地院認定，杜奕瑾為名人，謝寒冰的批評與主要事實並無顯然背離，判杜奕瑾敗訴。
2022年8月，杜奕瑾發文護航數位中介服務法爭議事件，引發PTT鄉民反彈聲浪。

## 外部連結
- 杜奕瑾的Facebook專頁
- PTT（杜奕瑾） （页面存档备份，存于） PTT鄉民百科